# Aproximação WKB
Em física matemática, a aproximação WKB ou método WKB é um método de encontrar soluções aproximadas de equações diferenciais parciais com coeficientes variando no espaço. É geralmente utilizado para cálculos quase-clássicos na mecânica quântica, na qual a função de onda é reescrita como uma função exponencial, quase-classicamente expandida, e em seguida a amplitude ou a fase é variada lentamente.
O nome é um acrônimo para Wentzel-Kramers-Brillouin. Também é conhecido como o método LG ou método de Liouville-Green. Outras siglas, muitas vezes utilizadas para o método, são JWKB e WKBJ, onde o "J" significa Jeffreys.

## Breve história
Este método tem esse nome em homenagem aos físicos Wentzel, Kramers, e  Brillouin, que o desenvolveram em 1926. Em 1923, o matemático Harold Jeffreys tinha desenvolvido um método geral de aproximar soluções para equações diferenciais de segunda ordem lineares, que inclui a equação de Schrödinger. Porém, apesar de a equação de Schrödinger ter sido desenvolvida dois anos depois, Wentzel, Kramers e Brillouin aparentemente desconheciam esse trabalho anterior, de modo que Jeffreys muitas vezes não recebe créditos pelo método. A literatura do início da mecânica quântica contém um número de combinações de suas iniciais, incluindo WBK, BWK, WKBJ, JWKB e BWKJ.
As referências anteriores ao método são: Carlini em 1817, Liouville em 1837, George Green em 1837, Rayleigh em 1912 e Gans em 1915. Pode-se dizer que Liouville e Green são os criadores do método, em 1837, que também é comumente referido como o método Liouville-Green ou método LG.

A importante contribuição de Jeffreys, Wentzel, Kramers e Brillouin ao método foi a inclusão do tratamento dos pontos de retorno, que conectam as soluções evanescentes e oscilatórias em ambos os lados do ponto de retorno. Por exemplo, isso pode ocorrer na equação de Schrödinger, devido a um poço de energia potencial.

## Método WKB
Geralmente, a aproximação WKB é um método para aproximar a solução de uma equação diferencial onde a derivada de maior ordem é multiplicada por um parâmetro ε pequeno. O método de aproximação é o seguinte:
Uma equação diferencial
{\displaystyle \epsilon {\frac {\mathrm {d} ^{n}y}{\mathrm {d} x^{n}}}+a(x){\frac {\mathrm {d} ^{n-1}y}{\mathrm {d} x^{n-1}}}+\cdots +k(x){\frac {\mathrm {d} y}{\mathrm {d} x}}+m(x)y=0}
deve admitir uma solução em forma de série assintótica de expansão
{\displaystyle y(x)\sim \exp \left[{\frac {1}{\delta }}\sum _{n=0}^{\infty }\delta ^{n}S_{n}(x)\right].}
No limite {\displaystyle \delta \rightarrow 0}. A substituição do ansatz acima na equação diferencial e o cancelamento dos termos exponenciais permitem que se resolva para um número arbitrário de termos {\displaystyle S_{n}(x)} na expansão. A teoria WKB é um caso especial de análise em escala múltipla.

## Um exemplo
Considere a equação diferencial linear homogênea de segunda ordem
{\displaystyle \epsilon ^{2}{\frac {d^{2}y}{dx^{2}}}=Q(x)y,}
onde {\displaystyle Q(x)\neq 0}. Substituindo
{\displaystyle y(x)=\exp \left[{\frac {1}{\delta }}\sum _{n=0}^{\infty }\delta ^{n}S_{n}(x)\right]}
resulta na equação
{\displaystyle \epsilon ^{2}\left[{\frac {1}{\delta ^{2}}}\left(\sum _{n=0}^{\infty }\delta ^{n}S_{n}'\right)^{2}+{\frac {1}{\delta }}\sum _{n=0}^{\infty }\delta ^{n}S_{n}''\right]=Q(x).}
Como regra principal (assumindo, no momento, que a série será assintoticamente consistente), a expressão acima pode ser aproximada como
{\displaystyle {\frac {\epsilon ^{2}}{\delta ^{2}}}S_{0}'^{2}+{\frac {2\epsilon ^{2}}{\delta }}S_{0}'S_{1}'+{\frac {\epsilon ^{2}}{\delta }}S_{0}''=Q(x).}
No limite {\displaystyle \delta \rightarrow 0},o termo dominante é dado por
{\displaystyle {\frac {\epsilon ^{2}}{\delta ^{2}}}S_{0}'^{2}\sim Q(x).}
Assim, δ é proporcional a ε. Igualando-os e comparando as potências, temos
{\displaystyle \epsilon ^{0}:\;\;\;S_{0}'^{2}=Q(x),}
que pode ser reconhecido como a equação eikonal, com solução
{\displaystyle S_{0}(x)=\pm \int _{x_{0}}^{x}{\sqrt {Q(t)}}\,dt.}
Comparando as potências de primeira ordem de {\displaystyle \epsilon }, vem
{\displaystyle \epsilon ^{1}:\;\;\;2S_{0}'S_{1}'+S_{0}''=0.}
Esta é a equação de transporte unidimensional, que tem a solução
{\displaystyle S_{1}(x)=-{\frac {1}{4}}\log \left(Q(x)\right)+k_{1}\,,}
onde {\displaystyle k_{1}} é uma constante arbitrária. Agora temos um par de aproximações para o sistema (um par porque {\displaystyle S_{0}} pode ser positivo ou negativo). A aproximação WKB de primeira ordem será uma combinação linear de:
{\displaystyle y(x)\approx c_{1}Q^{-{\frac {1}{4}}}(x)\exp \left[{\frac {1}{\epsilon }}\int _{x_{0}}^{x}{\sqrt {Q(t)}}dt\right]+c_{2}Q^{-{\frac {1}{4}}}(x)\exp \left[-{\frac {1}{\epsilon }}\int _{x_{0}}^{x}{\sqrt {Q(t)}}dt\right].}
Os termos de ordem superior podem ser obtidos comparando-se as equações para potências mais altas de ε. Explicitamente,
{\displaystyle 2S_{0}'S_{n}'+S''_{n-1}+\sum _{j=1}^{n-1}S'_{j}S'_{n-j}=0,}
para {\displaystyle n>2}. Este exemplo vem do livro de Bender e Orszag (ver referências).

### Precisão da série assintótica
A série assintótica para {\displaystyle y(x)} em geral é uma série divergente cujo termo geral {\displaystyle \delta ^{n}S_{n}(x)} começa a aumentar após um certo valor {\displaystyle n=n_{\max }}. Portanto, o menor erro obtido pelo método WKB é, na melhor das hipóteses, da ordem do último termo incluído. Para a equação
{\displaystyle \epsilon ^{2}{\frac {d^{2}y}{dx^{2}}}=Q(x)y,}
com {\displaystyle Q(x)<0} uma função analítica, o valor {\displaystyle n_{\max }} e a magnitude do último termo podem ser estimados da seguinte forma (ver Winitzki 2005),
{\displaystyle n_{\max }\approx 2\epsilon ^{-1}\left|\int _{x_{0}}^{x_{\ast }}dz{\sqrt {-Q(z)}}\right|,}
{\displaystyle \delta ^{n_{\max }}S_{n_{\max }}(x_{0})\approx {\sqrt {\frac {2\pi }{n_{\max }}}}\exp[-n_{\max }],}
onde {\displaystyle x_{0}} é o ponto em que {\displaystyle y(x_{0})} precisa ser avaliado e {\displaystyle x_{\ast }} é o ponto de retorno (complexo) onde {\displaystyle Q(x_{\ast })=0}, mais próximo de {\displaystyle x=x_{0}}. O número {\displaystyle n_{\max }} pode ser interpretado como o número de oscilações entre {\displaystyle x_{0}} e o ponto de retorno mais próximo. Se {\displaystyle \epsilon ^{-1}Q(x)} é uma função que varia lentamente,
{\displaystyle \epsilon \left|{\frac {dQ}{dx}}\right|\ll Q^{2},}
o número {\displaystyle n_{\max }} será grande, e o erro mínimo histórico da série assintótica será exponencialmente pequeno.

## Aplicação à equação de Schrödinger
A equação de Schrödinger unidimensional e independente do tempo é
{\displaystyle -{\frac {\hbar ^{2}}{2m}}{\frac {\mathrm {d} ^{2}}{\mathrm {d} x^{2}}}\Psi (x)+V(x)\Psi (x)=E\Psi (x),}
que pode ser reescrita como
{\displaystyle {\frac {\mathrm {d} ^{2}}{\mathrm {d} x^{2}}}\Psi (x)={\frac {2m}{\hbar ^{2}}}\left(V(x)-E\right)\Psi (x).}
A função de onda pode ser reescrita como a exponencial de outra função Φ(que está intimamente relacionada com a ação):
{\displaystyle \Psi (x)=e^{\Phi (x)},\!}
de modo que
{\displaystyle \Phi ''(x)+\left[\Phi '(x)\right]^{2}={\frac {2m}{\hbar ^{2}}}\left(V(x)-E\right),}
onde {\displaystyle \Phi '} indica a derivada de {\displaystyle \Phi } em relação a x. A derivada {\displaystyle \Phi '(x)} pode ser separada em partes real e imaginária, introduzindo as funções reaisAeB
{\displaystyle \Phi '(x)=A(x)+iB(x).\;}
A amplitude da função de onda é então {\displaystyle \exp \left[\int ^{x}A(x')dx'\right]\,\!,} enquanto que a fase é {\displaystyle \int ^{x}B(x')dx'\,\!.}  As partes real e imaginária da equação de Schrödinger tornam-se, então
{\displaystyle A'(x)+A(x)^{2}-B(x)^{2}={\frac {2m}{\hbar ^{2}}}\left(V(x)-E\right),}
{\displaystyle B'(x)+2A(x)B(x)=0.\;}
Em seguida, faz-se a aproximação quase-clássica. Isto significa que cada função é expandida como uma série de potências em {\displaystyle \hbar }. A partir das equações, pode -se ver que a série de potências deve começar com pelo menos uma ordem de {\displaystyle \hbar ^{-1}} para satisfazer a parte real da equação. A fim de alcançar um bom limite clássico, é necessário começar com a potência mais alta possível da constante de Planck:
{\displaystyle A(x)={\frac {1}{\hbar }}\sum _{n=0}^{\infty }\hbar ^{n}A_{n}(x),}
{\displaystyle B(x)={\frac {1}{\hbar }}\sum _{n=0}^{\infty }\hbar ^{n}B_{n}(x).}
Para o termo de ordem zero, as condições sobre A e B podem ser escritas:
{\displaystyle A_{0}(x)^{2}-B_{0}(x)^{2}=2m\left(V(x)-E\right),}
{\displaystyle A_{0}(x)B_{0}(x)=0\;.}
Se a amplitude varia suficientemente lenta em comparação com a fase ({\displaystyle A_{0}(x)=0}), segue que
{\displaystyle B_{0}(x)=\pm {\sqrt {2m\left(E-V(x)\right)}},}
que só é válida quando a energia total é maior do que a energia potencial, como sempre acontece no movimento clássico. Após o mesmo procedimento para o próximo termo, segue-se que
{\displaystyle \Psi (x)\approx C_{0}{\frac {e^{i\int \mathrm {d} x{\sqrt {{\frac {2m}{\hbar ^{2}}}\left(E-V(x)\right)}}+\theta }}{\sqrt[{4}]{{\frac {2m}{\hbar ^{2}}}\left(E-V(x)\right)}}}.}
Por outro lado, se é a fase que varia lentamente (em comparação com a amplitude), ({\displaystyle B_{0}(x)=0}) e então
{\displaystyle A_{0}(x)=\pm {\sqrt {2m\left(V(x)-E\right)}},}
que só é válido quando a energia potencial é maior do que a energia total (o regime em que o tunelamento quântico ocorre). Encontrando os termos da expansão de próxima ordem
{\displaystyle \Psi (x)\approx {\frac {C_{+}e^{+\int \mathrm {d} x{\sqrt {{\frac {2m}{\hbar ^{2}}}\left(V(x)-E\right)}}}+C_{-}e^{-\int \mathrm {d} x{\sqrt {{\frac {2m}{\hbar ^{2}}}\left(V(x)-E\right)}}}}{\sqrt[{4}]{{\frac {2m}{\hbar ^{2}}}\left(V(x)-E\right)}}}.}
Decorre do denominador que ambas as soluções aproximadas tornam-se singulares próximas do ponto de retorno clássico, em que {\displaystyle E=V(x)} e não podem ser mais válidas. Estas são as soluções aproximadas longe do potencial e abaixo do potencial. Longe do potencial, a partícula se move de maneira similar a uma onda viajante - a função de onda é oscilante. Abaixo do potencial, a partícula passa por variações exponenciais na amplitude.
Para completar a dedução, as soluções aproximadas devem ser encontradas em toda parte, e seus coeficientes devem ser combinados para construir-se uma única solução aproximada. A solução aproximada próxima aos pontos de retorno clássicos {\displaystyle E=V(x)} ainda está para ser encontrada.
Para um ponto de retorno clássico {\displaystyle x_{1}} e perto de {\displaystyle E=V(x_{1})}, o termo {\displaystyle {\frac {2m}{\hbar ^{2}}}\left(V(x)-E\right)} pode ser expandido em uma série de potências.
{\displaystyle {\frac {2m}{\hbar ^{2}}}\left(V(x)-E\right)=U_{1}(x-x_{1})+U_{2}(x-x_{1})^{2}+\cdots \;.}
Para a primeira ordem, temos
{\displaystyle {\frac {\mathrm {d} ^{2}}{\mathrm {d} x^{2}}}\Psi (x)=U_{1}(x-x_{1})\Psi (x).}
Esta equação diferencial é conhecida como equação de Airy, e a solução pode ser escrita em termos das funções de Airy:
{\displaystyle \Psi (x)=C_{A}{\textrm {Ai}}\left({\sqrt[{3}]{U_{1}}}(x-x_{1})\right)+C_{B}{\textrm {Bi}}\left({\sqrt[{3}]{U_{1}}}(x-x_{1})\right).}
Esta solução deve se conectar às soluções acima e abaixo. Dados os dois coeficientes de um dos lados do ponto de retorno clássico, os 2 coeficientes do outro lado do ponto de retorno clássico podem ser determinados por esta solução local que os conecta. Assim, uma relação entre {\displaystyle C_{0},\theta } and {\displaystyle C_{+},C_{-}} pode ser encontrada.
Felizmente, as funções de Airy tendem assintoticamente ao seno, cosseno e funções exponenciais dos limites próprios. A relação pode ser encontrada como sendo da seguinte forma (muitas vezes referida como "fórmulas de conexão"):
{\displaystyle {\begin{aligned}C_{+}&=+{\frac {1}{2}}C_{0}\cos {\left(\theta -{\frac {\pi }{4}}\right)},\\C_{-}&=-{\frac {1}{2}}C_{0}\sin {\left(\theta -{\frac {\pi }{4}}\right)}.\end{aligned}}}
Agora as soluções totais (aproximadas) podem ser construídas.